# Hemisphaerius nigritus
Hemisphaerius nigritus är en insektsart som beskrevs av Melichar 1906. Hemisphaerius nigritus ingår i släktet Hemisphaerius och familjen sköldstritar. Inga underarter finns listade i Catalogue of Life.